# Tychy
Tychy (németül: Tichau) délnyugat-lengyelországi város a Sziléziai vajdaságban a Felső-sziléziai ipari körzet közepén, Lengyelország egyik legnagyobb kulturális, tudományos és gazdasági központja.

## Történelem
A város első írásos emléke 1467-ből való, ekkor a falu egy egyutcás település volt.
1922-ben Lengyelország része lett. 1939-ben németek, majd 1945-ben a Vörös Hadsereg szabadította fel. 1945-től Lengyelország része.

## Tychy városrészei
Wilkowyje • Mąkołowiec • Żwaków • Glinka • Zwierzyniec • Jaroszowice • Urbanowice • Cielmice • Paprocany • Zawiść • Stare Tychy • Śródmieście • Wygorzele • Czułów • Wartogłowiec

## Kultúra
- Tyskie Muzeum Piwowarstwa – Bormúzeum
- Muzeum Miejskie w Tychach – Helyi múzeum
- Henryk Jan Dominiak Miniatűr Professzionális Művészeti Múzeum Tychyben – modern miniatűr művészet múzeuma[3][4][5][6][7][8][9]
- Teatr Mały – Kis Színház
- Teatr BELFEGOR
- Amatorski Teatr Ruchu i Pantomimy MIGRESKA
- Tychy Press Photo
- Kino "Andromeda"
- www.novekino.pl Nove Kino – Új mozi
- MCK Tychy
- Domy kultury w Tychach – Művelődési ház
- Zespoły muzyczne z Tychów i okolic
- Galerie w Tychach – Galéria
- Biblioteki w Tychach – Városi Könyvtár